# Sotenäs Rock Festival
Sotenäs Rock Festival är en mindre festival belägen i Sotenäs kommun, Bohuslän. Den hålls två gånger varje år, vanligen en gång på vintern (SRF Winter) och en gång på sommaren (SRF Summer). Festivalen varar en kväll och det spelar ungefär 15 mindre kända band per tillfälle. De som besöker festivalen är alltifrån barn-/ungdom till vuxen, pensionär. 

## Festivalens historia
Festivalen startades och arrangeras fortfarande av medlemmarna i gruppen Lost Key från Sotenäs kommun. De har byggt en förening runt sig som kallas Unga arrangerar. 
Band som spelat på festivalen är bland andra:
- Lost Key
- Break Your Frame
- Kind of Foxy
- The Remains
- Sundays off
- Twisted Lips
- Jonas and the Saviors
- Perfektor
- Jay Richie band
- Bye Bye Bicycle
- Sundays Variety
- Tristan
- Daniel Seestrand
- Living the dream
- Ashes of phoenix
- Ragdoll Shout
- Karins Karin & Pöjkarne
- A Good Reason